# Universidad Nacional de Chilecito
La Universidad Nacional de Chilecito (UNdeC) es una universidad pública argentina con sede en la ciudad de Chilecito, provincia de La Rioja.
Esta institución fue fundada y creada el 1 de abril de 2004 y comprende también con una sede ubicada en Los Sarmientos y los medios de comunicación: Radio Universidad (FM 104.1 MHz) y el canal UNDeC TV.

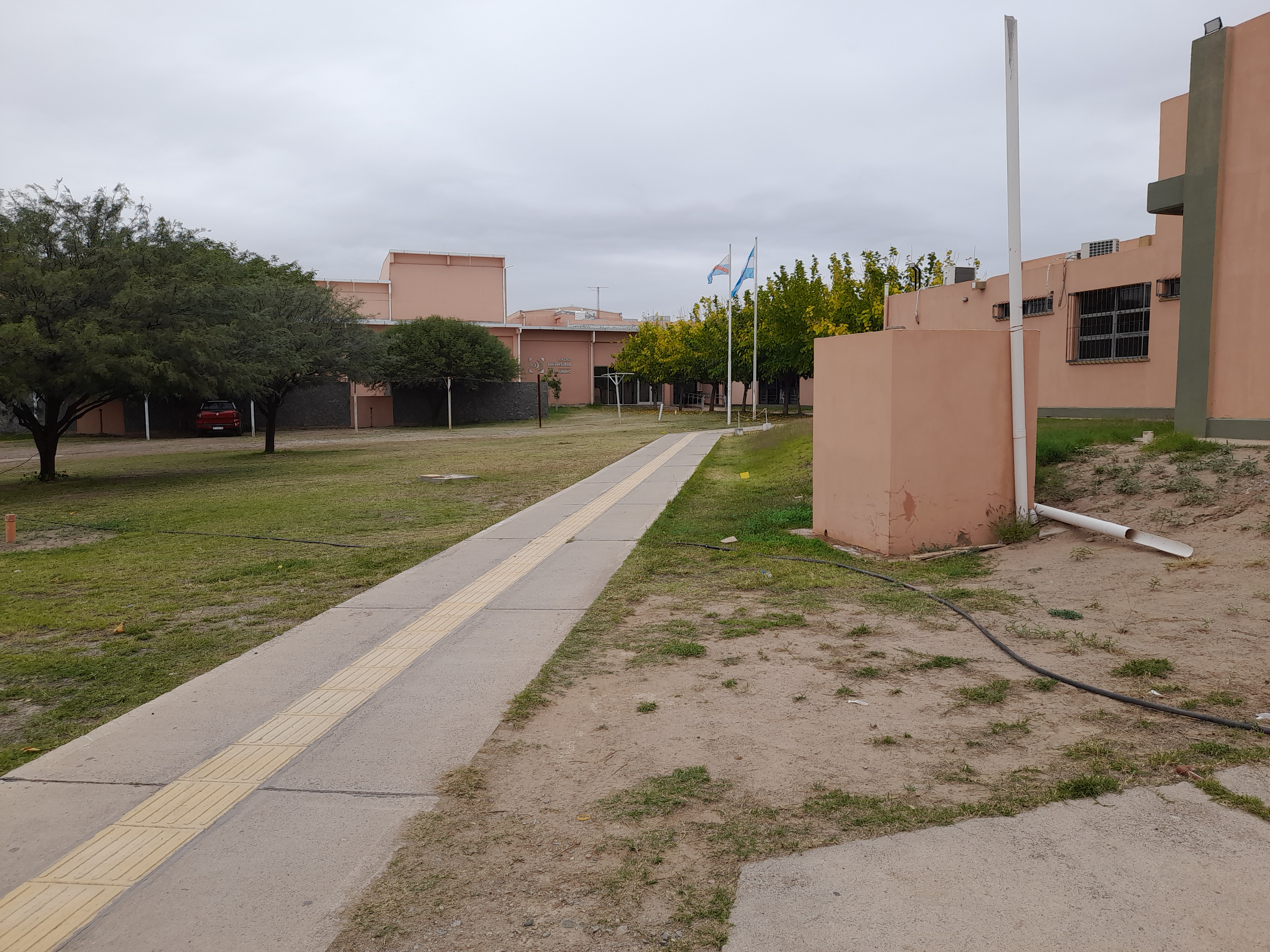
Entrada principal de la Universidad Nacional de Chilecito

## Historia
Fue fundada por decreto del Poder Ejecutivo Nacional N° 2.615 del 16 de diciembre de 2002, refrendado el 5 de noviembre de 2003 por la ley 25.813/03, sobre la base de la sede Chilecito de la Universidad Nacional de La Rioja que funcionaba en esta ciudad desde el año 1973.
Con anterioridad a su formación, la región disponía solamente de una oferta educativa de nivel superior no universitario orientada a la formación docente. Estos institutos terciarios son profesorados de gestión estatal orientados en varios casos a las disciplinas relacionadas con las actividades rurales.
En el año 2003 la comunidad de Chilecito y su zona de influencia —que incluye la vecina localidad de Famatina—, expresó su demanda reuniendo más de 10 000 firmas, solicitando que la sede local de la Universidad de La Rioja adquiriera la jerarquía institucional de Universidad Nacional. El número de firmas fue significativo teniendo en relación con la población total del departamento Chilecito que según el censo realizado en el año 2001 era de 42 248 habitantes.
En el año 2004, por Resolución N° 336 el Ministerio de Educación determina que la UNdeC tomará bajo su responsabilidad la continuidad de las acciones educativas que el Universidad Nacional de La Rioja desarrollaba en la sede Chilecito.
En el año 2005 se designa el primer rector organizador de la nueva universidad, fortaleciendo de esta manera su puesta en marcha como institución autónoma.
En el año 2010 se creó el Colegio Nacional Agrotécnico dependiente de la UNdeC en la localidad de Tilimuqui, con el objetivo de fortalecer la oferta educativa de nivel medio orientada a la actividad agropecuaria.
En el año 2014 la UNdeC tenía un alumnado estable de 3.677 estudiantes.

## Carreras
La oferta académica de la Universidad de Chilecito incluye carreras cortas o tecnicaturas, licenciaturas o profesorados, carreras de grado y un posgrado.
- Carreras cortas
  - Tecnicatura Universitaria en Desarrollo de Aplicaciones Web
  - Tecnicatura Universitaria en Análisis de Alimentos
  - Tecnicatura Universitaria en Emprendimientos Turísticos

- Licenciaturas o profesorados
  - Ciclo de Licenciatura en Educación Especial
  - Ciclo de Licenciatura en Educación Primaria
  - Ciclo de Licenciatura en Nivel Inicial
  - Tecnicatura Universitaria en Enfermería
  - Comunicación Social

- Carreras de grado
  - Licenciatura en Desarrollo Local y Turismo
  - Licenciatura en Economía
  - Licenciatura en Enología
  - Licenciatura en Comunicación Social
  - Profesorado en Enseñanza Media y Superior en Economía
  - Profesorado Universitario en Ciencias Biológicas
  - Derecho
  - Ingeniería Agronómica
  - Ingeniería en Sistemas
  - Licenciatura en Ciencias Biológicas
  - Licenciatura en Sistemas

- Carreras de Posgrado
  - Diplomado Superior en Formación Docente
  - Diplomado Superior en Argumentación y Actualización en Derecho Privado y Laboral.
  - Especialidad en Olivicultura.
  - Maestría en Riego y Uso Agropecuario del Agua
  - Maestría en Cultivo e Industria del Olivo
  - Maestría en Enseñanza en Escenarios Digitales.

## Investigación
La UNdeC desarrolla líneas de investigación en estadística, ambiente de montaña, comunicación y biología.
En el año 2006 se inició el proyecto que culminó con la creación del Laboratorio de Alta Complejidad cuyo objetivo es prestar apoyo científico a las distintas actividades de investigación de la universidad y realizar diversos análisis de suelos y agua para la comunidad.
El Laboratorio de Altura, dependiente de la UNdeC se encuentra en el cerro Lampallado, a 5200 msnm. En él se realizan tareas de investigación vinculadas a biología de líquenes, musgos y hongos, física de partículas, química de la atmósfera y entre otras.
Sedes
Hoy en día la UNdeC posee dos sedes, todas ellas en el departamento Chilecito, una de ellas en la cabecera del departamento, ubicado en la parte centro de la ciudad de Chilecito denominada "Sede Centro" donde se aloja una carreras, la tesorería y el alojamiento de las autoridades directivas, la otra sede se encuentra en el distrito lindante Los Sarmientos en el comienzo de la ruta del peregrino, esta sede posee los establecimientos necesarios 
para los estudios universitarios, desde salones aúlicos hasta los laboratorios de alta complejidad, incluyendo un restaurante
Colegio Agrotecnico
El colegio nacional agrotecnico "Ing. Julio Cesar Martínez" es un colegio secundario dependiente de la UNdeC que está orientado hacia la especialización de la Ingeniería Agrónoma a partir de la edad secundaria ubicado en la localidad de Tilimuqui y este surge de la unión de comercio justo, cooperativa La Riojana y la UNdeC y tiene funcionamiento desde 2010, los estudiantes asisten desde 08:00 a 16:50 de lunes a viernes durantes 6 años de educación secundaria, causa por la cual posee las siguientes instalaciones: 
- Comedor
- GOE, gabinete de orientación educativa
- Campo o finca con sus cultivos y propios animales y sin contar que posee los implementos necesarios para ello

Los estudiantes que asisten al colegio y que no viven en Tilimuqui poseen un transporte que los lleva hacia a la Institución